# Walker (Minnesota)
Walker ist eine Kleinstadt (mit dem Status „City“) und Verwaltungssitz des Cass County im mittleren Norden des US-amerikanischen Bundesstaates Minnesota. Das U.S. Census Bureau hat bei der Volkszählung 2020 eine Einwohnerzahl von 966 ermittelt.

## Geografie
Walker liegt an der Walker Bay am Ostufer des Leech Lake. Der Ort liegt auf 47°06′05″ nördlicher Breite, 94°35′14″ westlicher Länge und erstreckt sich über 6,4 km².
Benachbarte Orte von Walker sind Cass Lake (33,8 km nördlich), Whipholt (21,1 km ostsüdöstlich), Ah-gwah-ching (4,1 km südöstlich), Akeley (16,6 km südwestlich) und Benedict (11,1 km nordwestlich).
Die nächstgelegenen größeren Städte sind Minneapolis (295 km südsüdöstlich), Minnesotas Hauptstadt Saint Paul (314 km in der gleichen Richtung), Eau Claire in Wisconsin (443 km südöstlich), Duluth am Oberen See (209 km ostsüdöstlich) und Fargo in North Dakota (182 km westlich).
Die Grenze zu Kanada befindet sich 206 km nördlich.

## Verkehr
In Walker treffen die Minnesota State Routes 34, 371 und 200 zusammen. Alle weiteren Straßen sind untergeordnete Landstraßen, teils unbefestigte Fahrwege sowie innerörtliche Verbindungsstraßen.
Der nächste größere Flughafen ist der 319 km südsüdöstlich gelegene Minneapolis-Saint Paul International Airport.

## Demografische Daten
Nach der Volkszählung im Jahr 2010 lebten in Walker 941 Menschen in 452 Haushalten. Die Bevölkerungsdichte betrug 147 Einwohner pro Quadratkilometer. In den 452 Haushalten lebten statistisch je 1,93 Personen.
Ethnisch betrachtet setzte sich die Bevölkerung zusammen aus 88,0 Prozent Weißen, 7,2 Prozent amerikanischen Ureinwohnern, 1,1 Prozent Asiaten sowie 0,5 Prozent aus anderen ethnischen Gruppen; 3,2 Prozent stammten von zwei oder mehr Ethnien ab. Unabhängig von der ethnischen Zugehörigkeit waren 1,3 Prozent der Bevölkerung spanischer oder lateinamerikanischer Abstammung.
19,2 Prozent der Bevölkerung waren unter 18 Jahre alt, 50,0 Prozent waren zwischen 18 und 64 und 30,1 Prozent waren 65 Jahre oder älter. 55,5 Prozent der Bevölkerung war weiblich.

Das mittlere jährliche Einkommen eines Haushalts lag bei 34.545 USD. Das Pro-Kopf-Einkommen betrug 19.467 USD. 16,9 Prozent der Einwohner lebten unterhalb der Armutsgrenze.